# Escala francesa de Charrière
La escala francesa o escala de Charrière (pronunciada en inglés como French) es una medida que se utiliza para expresar el calibre de diferentes instrumentos médicos tubulares incluyendo sondas y catéteres. Existen múltiples tipos de sondas que difieren en cuanto al calibre, forma, material, número de vías y mecanismo de retención: En cuanto al calibre, se proporciona según la escala francesa. La escala francesa se abrevia Ch, CH, Fr, FR o simplemente F al lado del valor del diámetro del catéter. Equivale aproximadamente a dividir el valor del diámetro en Frenchs por 3 para obtener el valor que corresponde en milímetros. A medida que aumenta el valor, aumenta el diámetro del catéter.

## Equivalencias
| Grosor French | Diámetro (mm) | Diámetro (pulgadas) |
| 3             | 1             | 0.039               |
| 4             | 1.35          | 0.053               |
| 5             | 1.67          | 0.066               |
| 6             | 2             | 0.079               |
| 7             | 2.3           | 0.092               |
| 8             | 2.7           | 0.105               |
| 9             | 3             | 0.118               |
| 10            | 3.3           | 0.131               |
| 11            | 3.7           | 0.144               |
| 12            | 4             | 0.158               |
| 13            | 4.3           | 0.170               |
| 14            | 4.7           | 0.184               |
| 15            | 5             | 0.197               |
| 16            | 5.3           | 0.210               |
| 17            | 5.7           | 0.223               |
| 18            | 6             | 0.236               |
| 19            | 6.3           | 0.249               |
| 20            | 6.7           | 0.263               |
| 22            | 7.3           | 0.288               |
| 24            | 8             | 0.315               |
| 26            | 8.7           | 0.341               |
| 28            | 9.3           | 0.367               |
| 30            | 10            | 0.393               |
| 32            | 10.7          | 0.419               |
| 34            | 11.3          | 0.445               |

Las siguientes ecuaciones resumen las relaciones diámetro (Ø) y French (Fr): 
Ø (mm) = Fr/3 o el Fr = Ø (mm) x 3 
Por ejemplo, si el tamaño es 9 French, el diámetro en milímetros es de 3 mm. El French es equivalente al diámetro en mm multiplicado por tres, y no la circunferencia (diámetro por π) que es como a veces se piensa.
El indicador de la escala francesa fue ideado por Joseph-Frédéric-Benoît Charrière, un fabricante de instrumentos quirúrgicos de París del siglo XIX, quien define la relación "diámetro en mm por 3".
En algunos países (especialmente de habla francesa), esta unidad se llama Charrière y abreviado Ch. Son sinónimos de Ch las unidades French (FR) y French Gauge (FG). Los calibres disponibles suelen ir escalonados en pares, de dos en dos
. El calibre externo se mide en French y el calibre interno en Gauge. 
El calibre de los angiocateteres o agujas usadas en medicina se miden en Gauge que es una escala distinta que procede de una escala inglesa de alambres, también para el calibre de las escopetas hay una escala similar. La escala es inversa y va desde la aguja más gruesa 1G de 12,7 mm a la aguja más fina de 36G con sólo 0,102 mm, así una aguja de 11 Gauges tiene 3 mm y es más grueso que un calibre 19G que mide 1 mm. En toda aguja luego consta la longitud de la misma y suele figurar el flujo generado según el calibre interno. 

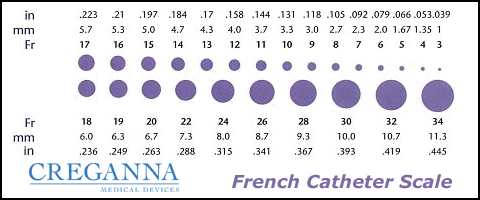
Cartel con los diferentes diámetros correlacionados con imágenes.